# Utøy
Utøy o Utøya es una localidad noruega del municipio de Inderøy en Trøndelag ubicada a medio camino entre Vangshylla (al suroeste) y Sakshaug (al nordeste). La localidad está rodeada con Kjerknesvågen a 6 km hacia el norte y hacia el sur se encuentra Fiordo de Trondheim.

## Economía y turismo
La principal fuente de ingresos y de trabajo en la zona de Utøya procede de la agricultura al igual que en Inderøy además de ser el suburbio de los municipios de Steinkjer, Verdal y Levanger. A pesar de no existir una industria importante, la población se abastece con una cadena de supermercados noruega, centros educativos, una iglesia y un teatro.
A pocos kilómetros, en Vangshylla hay un hotel en el que se hospedan aficionados al turismo de pesca que beneficia a la economía local. En 1991 se inauguró el puente atirantado Skarnsund que conecta Mosvik con Innherred.
- Datos: Q6516496